# Мальта на летних Олимпийских играх 2024

## Квалификация
| № п/п | Вид спорта      | Мужчины        | Мужчины                | Женщины        | Женщины                | Всего          | Всего                  |
| № п/п | Вид спорта      | Завоевано квот | Количество спортсменов | Завоевано квот | Количество спортсменов | Завоевано квот | Количество спортсменов |
| ----- | --------------- | -------------- | ---------------------- | -------------- | ---------------------- | -------------- | ---------------------- |
| 1     | Дзюдо           |                |                        | 1              | 1                      | 1              | 1                      |
| 2     | Лёгкая атлетика | 1              | 1                      |                |                        | 1              | 1                      |
| 3     | Плавание        | 1              | 1                      | 1              | 1                      | 2              | 2                      |
| 4     | Стрельба        | 1              | 1                      |                |                        | 1              | 1                      |
|       | ИТОГО           | 3              | 3                      | 2              | 2                      | 5              | 5                      |

## Состав команды
Дзюдо
1. Катрина Эспозито[англ.]

 Лёгкая атлетика
1. Беппе Грилло

 Плавание
1. Кайл Микаллеф[англ.]
2. Саша Гатт

 Стрельба
1. Джанлука Четкути[англ.]

## Дзюдо
Мальта получила одно универсальное место в женские соревнования.
| Спортсмен        | Категория        | 1/16 финала                       | 1/8 финала            | Четвертьфиналы        | Полуфиналы            | Утеш. поединки        | Финал / За 3 место    | Финал / За 3 место    |
| Спортсмен        | Категория        | Соперник Результат                | Соперник Результат    | Соперник Результат    | Соперник Результат    | Соперник Результат    | Соперник Результат    | Место                 |
| ---------------- | ---------------- | --------------------------------- | --------------------- | --------------------- | --------------------- | --------------------- | --------------------- | --------------------- |
| Катрина Эспозито | Женщины до 48 кг | MGLБавуудоржийн Баасанхуу П 00–10 | завершила выступление | завершила выступление | завершила выступление | завершила выступление | завершила выступление | завершила выступление |

## Легкая атлетика
Мальта получила одно универсальное место для участия в олимпийском легкоатлетическом турнире.
Беговые дисциплины
| Спортсмен    | Дисциплина    | Забеги    | Забеги | Утеш. забеги | Утеш. забеги | Полуфиналы           | Полуфиналы           | Финал                | Финал                |
| Спортсмен    | Дисциплина    | Результат | Место  | Результат    | Место        | Результат            | Место                | Результат            | Место                |
| ------------ | ------------- | --------- | ------ | ------------ | ------------ | -------------------- | -------------------- | -------------------- | -------------------- |
| Беппе Грилло | Мужчины 100 м | 10,69     | 5      | —            | —            | завершил выступление | завершил выступление | завершил выступление | завершил выступление |

## Плавание
Мальтийские пловцы получили два универсальных места для участия в олимпийском турнире пловцов.
Мужчины
| Спортсмен     | Дисциплина                   | Заплывы  | Заплывы | Полуфиналы           | Полуфиналы           | Финал                 | Финал                 |
| Спортсмен     | Дисциплина                   | Время    | Место   | Время                | Место                | Время                 | Место                 |
| ------------- | ---------------------------- | -------- | ------- | -------------------- | -------------------- | --------------------- | --------------------- |
| Кайл Микаллеф | Мужчины 50 м вольный стиль   | 22,89    | 41      | завершил выступление | завершил выступление | завершил выступление  | завершил выступление  |
| Саша Гатт     | Женщины 1500 м вольный стиль | 17.00,54 | 16      | —                    | —                    | завершила выступление | завершила выступление |

## Стрельба
Мальта получила одно универсальное место в мужские соревнования в стендовой стрельбе.
| Спортсмен        | Дисциплина   | Квалификация | Квалификация | Финал                | Финал                |
| Спортсмен        | Дисциплина   | Баллы        | Место        | Баллы                | Место                |
| ---------------- | ------------ | ------------ | ------------ | -------------------- | -------------------- |
| Джанлука Четкути | Мужчины Трап | 116          | 29           | завершил выступление | завершил выступление |